# Мануел Марія ду Бокажі
Мануе́л Марі́я ду Бока́жі (повне ім'я: Мануе́л-Марі́я Барбо́за ду Бока́жі, також Мануел Барбоша ді Бокаж. порт. Manuel Maria Barbosa du Bocage; *15 вересня 1765, Сетубал — †21 грудня 1805, Лісабон) — португальський поет і перекладач 2-ї половини XVIII століття; яскравий представник лузитанської поетичної школи.

## Життєпис
Деякий час служив солдатом в Індії.
Повернувшись у 1790 році до Лісабона, вступив у поетичний гурток «Нова Аркадія» (Nova Arcádia) і дуже швидко став одним з найвидатніших його членів.
Перший же твір ду Бокажі — «Рими» (Rhythmas, Лісабон, 1791), мав значний успіх.
У 1797 році був ув'язнений у буцегарню Лімоейру за революційні та атеїстичні твори, але за рік його звільнили, надааши казенне місце з обов'язком перекладати добрі іноземні твори на португальську мову.
У 1802 році вдруге був засуджений, цього разу вже за франкмасонство, адже був палким прихильником Французької революції. Був ув'язнений у монастирі.
Повне зібрання поезій поета з'явилось уже по його смерті у 6-ми томах під заголовком «Поетичні твори» (Obras poeticas, Лісабон, 1806—1842). Нове видання випущене Т. Брагою у 8-ми томах (Порту, 1876).
Твори М. М. ду Бокажі позначені великим поетичним талантом, відзначаються легкістю й благозвучністю вірша, але головне — справжнім народним духом.
Учні й безпосередні послідовники ду Бокажі, натхненні такими ж намаганням до народності, отримали назву елманістів, за псевдонімом Елмано Садіно, яким підписувався ду Бокажі.

## Українські переклади
Українською Бокажі перекладав Михайло Орест.